# Luís Rebelo de Andrade

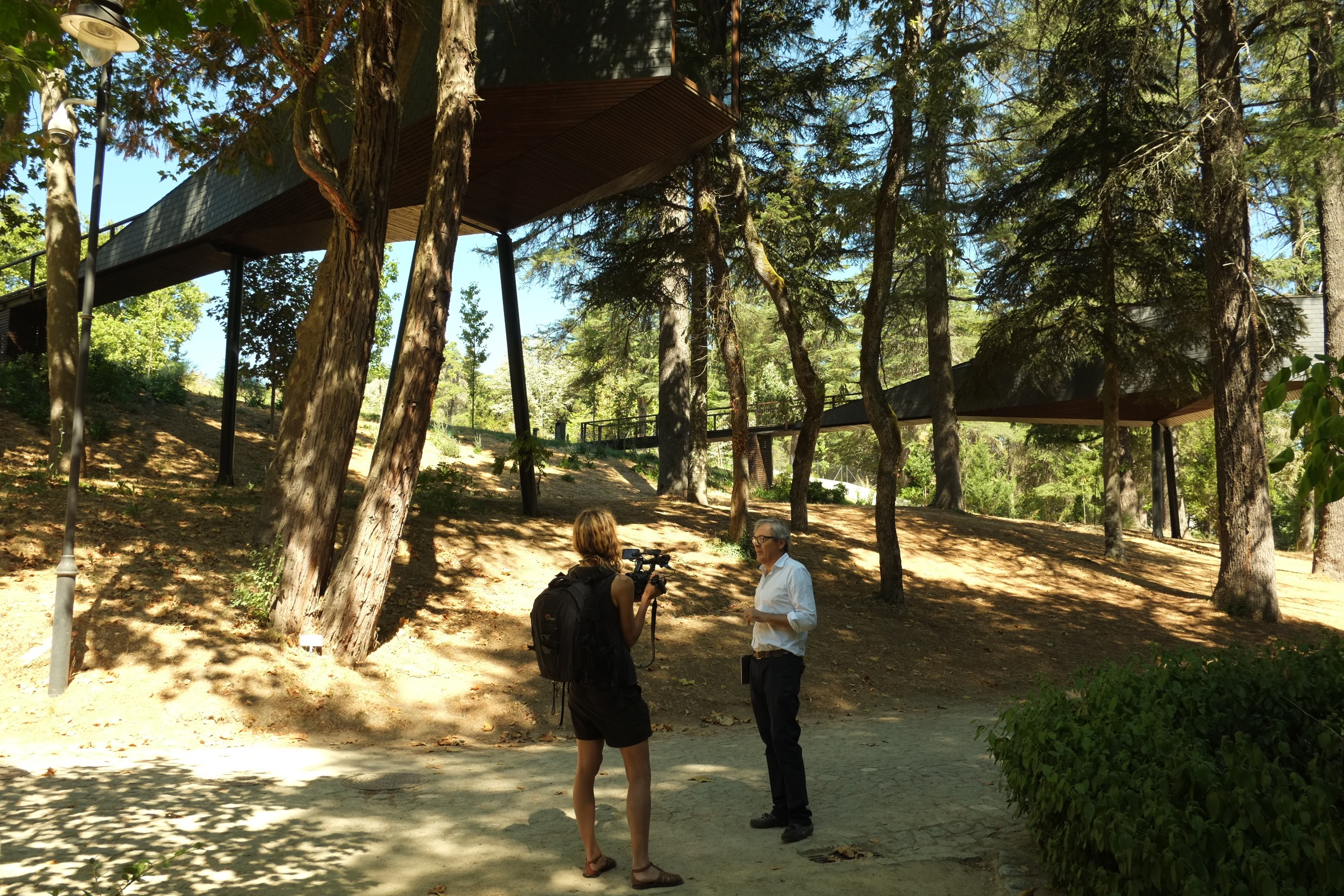

Luís Rebelo de Andrade é um arquitecto português.

## Prémios
- Building of the Year 2012 com "Pedras Salgadas Eco Resort", atribuído pelo site ArchDaily[1] (Projeto de arquitectura de Luís Rebelo de Andrade e Diogo Aguiar)[2][3].